# Siderose
Siderose ou Pulmão do soldador é uma intoxicação caracterizada por depósitos de poeira de ferro nos tecidos humanos. Geralmente se refere a doença pulmonar causada pela inalação de óxido de ferro em trabalhadores de siderúrgicas, por isso o apelido "pulmão de soldador". Atinge principalmente trabalhadores de mineradoras de hematita, soldadores e trabalhadores que manipulem pigmentos com óxido de ferro. 

## Sinais e sintomas
A siderose em si costuma não ter sintomas, mas aumenta o risco de outras doenças, como doença pulmonar obstrutiva crônica (DPOC), fibrose pulmonar e câncer de pulmão. O risco é ainda maior quando associado a silicose (inalar poeira de sílica) ou de radônio ou ainda entre fumantes e em cidades poluídas. 